# Life Gets You Dirty
Life Gets You Dirty è il quarto album di Michael Monroe, uscito nel 1999 per l'Etichetta discografica Steamhammer Records.

## Tracce
1. Life Gets You Dirty (Monroe, Wilder) 2:17
2. Just Because You're Paranoid (Monroe, Wilder) 3:06
3. Since When Did You Care? (Monroe, Wilder) 4:22
4. Self Destruction Blues (McCoy, Monroe) 2:20 (Hanoi Rocks Cover)
5. Always Never Again (Monroe, Wilder) 3:27
6. Go Hard (Monroe, Wilder) 4:00
7. I Send You Back (Monroe, Wilder) 4:24
8. What's With the World? (Monroe, Wilder) 4:58
9. Love and Light (Monroe, Wilder) 2:49
10. If the World Don't Want Me (Monroe, Wilder) 2:59
11. Little Troublemaker (Schell) 2:28 (Ian McLagan Cover)
12. Not Bad for a White Boy (Shitmuthafucka) (Monroe, Wilder) 2:52
13. No Means No (Monroe, Wilder) 3:20

## Formazione
- Michael Monroe - voce, chitarra, piano, sassofono, armonica, Tamburello
- Jari - basso, cori nella traccia 10
- Pete - batteria, cori
- Jude Wilder - cori